# Campeonato Brasileño de Fútbol 1989
El Campeonato Brasileño de Serie A 1989 fue la 34ª edición del Campeonato Brasileño de Serie A. El torneo se extendió desde el 6 de septiembre de 1989 hasta el 16 de diciembre del corriente año. El club Vasco da Gama de la ciudad de Río de Janeiro ganó el campeonato, su segundo título a nivel nacional, tras haber logrado el Campeonato Brasileño de 1974.
Se mantuvo la idea de torneo del año anterior, con el descenso de 4 clubes y el ascenso de sólo 2, dejando a la liga de 1990 con un número de 20 clubes considerado ideal. Se disputó un "Torneo de la Muerte", que se jugó entre los seis clubes de peor rendimiento de la primera fase, de donde salieron los cuatro equipos descendidos.
En la última jornada de la primera fase (21 y 22 de octubre), varios clubes disputaron las últimas vacantes del Grupo B, pero solo el partido entre Coritiba y Santos estaba programado para el día sábado. El Coritiba ganó un interdicto preliminar en el tribunal asegurando que su partido pasó el domingo, el mismo día y hora de los playoffs también. La CBF despojó a la orden judicial, pero esta información habría llegado a la Federación de Fútbol Paranaense después de horas de oficina. El Coritiba no se presentó al estadio a tiempo previamente programado, por lo que fue sancionado por el Tribunal de Justicia Deportiva CBF con la derrota, perdiendo otros 5 puntos y la eliminación del campeonato, con el consiguiente descenso a la Serie B el próximo año .
Así, sólo 5 clubes compitieron en el "Torneo de la Muerte", en donde Atlético Paranaense, Guaraní de Campinas y Sport Recife se unieron al Coritiba como equipos descendidos.

## Primera Fase
- Se otorgan 2 puntos por victoria, 1 punto por empate y 0 puntos por derrota.

Grupo A
| Pos | Equipo              | Pts | PJ | PG | PE | PP | GF | GC | Dif |
| --- | ------------------- | --- | -- | -- | -- | -- | -- | -- | --- |
| 1   | Corinthias          | 14  | 10 | 6  | 2  | 2  | 11 | 6  | +5  |
| 2   | Botafogo            | 11  | 10 | 4  | 3  | 3  | 10 | 8  | +2  |
| 3   | Atlético Mineiro    | 11  | 10 | 3  | 5  | 2  | 13 | 8  | +5  |
| 4   | Náutico Recife      | 10  | 10 | 4  | 2  | 4  | 16 | 16 | 0   |
| 5   | Inter de Limeira    | 10  | 10 | 3  | 4  | 3  | 8  | 8  | 0   |
| 6   | Flamengo            | 10  | 10 | 3  | 4  | 3  | 6  | 7  | -1  |
| 7   | São Paulo           | 10  | 10 | 2  | 6  | 2  | 11 | 11 | 0   |
| 8   | Internacional       | 9   | 10 | 3  | 3  | 4  | 6  | 6  | 0   |
| 9   | Guarani de Campinas | 9   | 10 | 3  | 3  | 4  | 7  | 8  | -1  |
| 10  | Atlético Paranaense | 9   | 10 | 2  | 5  | 3  | 9  | 10 | -1  |
| 11  | Vitória             | 7   | 10 | 2  | 3  | 5  | 4  | 13 | -9  |

Grupo B
| Pos | Equipo        | Pts | PJ | PG | PE | PP | GF | GC | Dif |
| --- | ------------- | --- | -- | -- | -- | -- | -- | -- | --- |
| 1   | Palmeiras     | 14  | 10 | 6  | 2  | 2  | 13 | 5  | +8  |
| 2   | Vasco da Gama | 14  | 10 | 5  | 4  | 1  | 14 | 7  | +7  |
| 3   | Portuguesa    | 11  | 10 | 3  | 5  | 2  | 12 | 7  | +5  |
| 4   | Grêmio        | 10  | 10 | 4  | 2  | 4  | 11 | 11 | 0   |
| 5   | Goiás         | 10  | 10 | 4  | 2  | 4  | 10 | 12 | -2  |
| 6   | Fluminense    | 10  | 10 | 4  | 2  | 4  | 9  | 10 | -1  |
| 7   | Cruzeiro      | 10  | 10 | 3  | 4  | 3  | 8  | 8  | 0   |
| 8   | Santos        | 9   | 10 | 2  | 5  | 3  | 6  | 7  | -1  |
| 9   | Sport Recife  | 8   | 10 | 3  | 2  | 5  | 9  | 12 | -3  |
| 10  | Bahia         | 5   | 10 | 1  | 3  | 6  | 9  | 17 | -8  |
| 11  | Coritiba      | 4   | 10 | 3  | 3  | 4  | 10 | 15 | -5  |

|  | Clasificados para la Segunda fase              |
|  | Clasificados para el Torneo por la Permanencia |

## Segunda Fase
Grupo A
| Pos | Equipo           | Pts | PJ | PG | PE | PP | GF | GC | Dif |
| --- | ---------------- | --- | -- | -- | -- | -- | -- | -- | --- |
| 1   | São Paulo        | 23  | 18 | 7  | 9  | 2  | 25 | 15 | +10 |
| 2   | Botafogo         | 22  | 18 | 9  | 4  | 5  | 20 | 16 | +4  |
| 3   | Corinthians      | 21  | 18 | 8  | 5  | 5  | 15 | 13 | +2  |
| 4   | Atlético Mineiro | 19  | 18 | 6  | 7  | 5  | 21 | 13 | +8  |
| 5   | Flamengo         | 19  | 18 | 6  | 7  | 5  | 16 | 13 | +3  |
| 6   | Náutico Recife   | 15  | 18 | 5  | 5  | 8  | 27 | 34 | -7  |
| 7   | Inter de Limeira | 15  | 18 | 4  | 7  | 7  | 13 | 19 | -6  |
| 8   | Internacional    | 13  | 18 | 4  | 5  | 9  | 14 | 19 | -5  |

Grupo B
| Pos | Equipo        | Pts | PJ | PG | PE | PP | GF | GC | Dif |
| --- | ------------- | --- | -- | -- | -- | -- | -- | -- | --- |
| 1   | Vasco da Gama | 24  | 18 | 8  | 8  | 2  | 26 | 16 | +10 |
| 2   | Cruzeiro      | 24  | 18 | 9  | 5  | 4  | 23 | 14 | +9  |
| 3   | Palmeiras     | 22  | 18 | 8  | 6  | 4  | 21 | 13 | +8  |
| 4   | Portuguesa    | 20  | 18 | 7  | 6  | 5  | 21 | 13 | +8  |
| 5   | Goiás         | 18  | 18 | 6  | 6  | 6  | 17 | 21 | -4  |
| 6   | Grêmio        | 17  | 18 | 6  | 5  | 7  | 19 | 19 | 0   |
| 7   | Santos        | 16  | 18 | 5  | 6  | 7  | 13 | 16 | -3  |
| 8   | Fluminense    | 14  | 18 | 5  | 4  | 9  | 15 | 25 | -10 |

|  | Clasificados para la final |

## Torneo de la Muerte o de Descenso
| Pos | Equipo              | Pts | PJ | PG | PE | PP | GF | GC | Dif |
| --- | ------------------- | --- | -- | -- | -- | -- | -- | -- | --- |
| 1   | Vitória             | 10  | 8  | 4  | 2  | 2  | 10 | 7  | +3  |
| 2   | Bahia               | 10  | 8  | 3  | 4  | 1  | 6  | 5  | +1  |
| 3   | Atlético Paranaense | 10  | 8  | 2  | 6  | 0  | 9  | 3  | +6  |
| 4   | Guarani de Campinas | 7   | 8  | 2  | 3  | 3  | 8  | 10 | -2  |
| 5   | Sport Recife        | 3   | 8  | 0  | 3  | 5  | 3  | 11 | -8  |
| 6   | Coritiba            | -   | -  | -  | -  | -  | -  | -  | -   |

|  | Descendido a la Serie B |

## Final
| 16 de diciembre de 1989 | São Paulo | 0 – 1   | Vasco da Gama | Estadio Morumbi, São Paulo,                                          |                                                                      |
|                         |           | Reporte | Sorato 50'    | Asistencia: 71.552 espectadores Árbitro(s): Wilson Carlos dos Santos | Asistencia: 71.552 espectadores Árbitro(s): Wilson Carlos dos Santos |

|                                        |
| Bandera del estado de Río de Janeiro   |
| Campeón C. R. Vasco da Gama 2.º título |

- Vasco da Gama y São Paulo, campeón y subcampeón respectivamente, clasifican a Copa Libertadores 1990.

## Posiciones finales
| Pos | Equipo              | Pts | PJ | PG | PE | PP | GF | GC | Dif |
| --- | ------------------- | --- | -- | -- | -- | -- | -- | -- | --- |
| 1   | Vasco da Gama       | 26  | 19 | 9  | 8  | 2  | 27 | 16 | 11  |
| 2   | São Paulo           | 23  | 19 | 7  | 9  | 3  | 25 | 16 | 9   |
| 3   | Cruzeiro            | 23  | 18 | 9  | 5  | 4  | 23 | 14 | 9   |
| 4   | Botafogo            | 22  | 18 | 9  | 4  | 5  | 20 | 16 | 4   |
| 5   | Palmeiras           | 22  | 18 | 8  | 6  | 4  | 21 | 13 | 8   |
| 6   | Corinthians         | 21  | 18 | 8  | 5  | 5  | 15 | 13 | 2   |
| 7   | Portuguesa          | 20  | 18 | 7  | 6  | 5  | 21 | 13 | 8   |
| 8   | Atlético Mineiro    | 19  | 18 | 6  | 7  | 5  | 21 | 13 | 8   |
| 9   | Flamengo            | 19  | 18 | 6  | 7  | 5  | 16 | 13 | 3   |
| 10  | Goiás               | 18  | 18 | 6  | 6  | 6  | 17 | 21 | -4  |
| 11  | Grêmio              | 17  | 18 | 6  | 5  | 7  | 19 | 19 | 0   |
| 12  | Santos              | 16  | 18 | 5  | 6  | 7  | 13 | 16 | -3  |
| 13  | Náutico Recife      | 15  | 18 | 5  | 5  | 8  | 27 | 34 | -7  |
| 14  | Inter de Limeira    | 15  | 18 | 4  | 7  | 7  | 13 | 19 | -6  |
| 15  | Fluminense          | 14  | 18 | 5  | 4  | 9  | 15 | 25 | -10 |
| 16  | Internacional       | 13  | 18 | 4  | 5  | 9  | 14 | 19 | -5  |
| 17  | Vitória             | 17  | 18 | 6  | 5  | 7  | 14 | 20 | -6  |
| 18  | Bahia               | 15  | 18 | 4  | 7  | 7  | 15 | 22 | -7  |
| 19  | Atlético Paranaense | 19  | 18 | 4  | 11 | 3  | 18 | 13 | 5   |
| 20  | Guarani de Campinas | 16  | 18 | 5  | 6  | 7  | 15 | 18 | -3  |
| 21  | Sport Recife        | 11  | 18 | 3  | 5  | 10 | 12 | 23 | -11 |
| 22  | Coritiba            | 4   | 10 | 3  | 3  | 4  | 10 | 15 | -5  |

## Goleadores
| Pos. | Jugador          | Club             | Goles |
| ---- | ---------------- | ---------------- | ----- |
| 1    | Túlio Costa      | Goias            | 11    |
| 2    | Bizu             | Náutico Recife   | 10    |
| 3    | Roberto Dinamite | Portuguesa       | 9     |
| 4    | Bismarck         | Vasco da Gama    | 8     |
| 5    | Gaúcho           | Palmeiras        | 7     |
| 5    | Gérson           | Atlético Mineiro | 7     |
| 5    | Nivaldo          | Náutico Recife   | 7     |
| 5    | Paulinho McLaren | Santos           | 7     |
| 9    | Bebeto           | Vasco da Gama    | 6     |
| 9    | Charles          | Bahía            | 6     |
| 9    | Édson            | Cruzeiro         | 6     |
| 9    | Mário Tilico     | Sao Paulo        | 6     |